# Чемпионат Европы по футболу 2007 среди юношей до 19 лет
Чемпионат Европы по футболу среди футболистов не старше 19 лет 2007 года — 54-й чемпионат Европы для юношей не старше 19 лет, который проходил в 4 городах Австрии с 16 по 27 июля 2007 года. Первенство Европы разыгрывали 8 европейских сборных, отобранных на турнир по результатам двух квалификационных стадий, первая из которых прошла в октябре-ноябре 2006 года, вторая — в мае-июне 2007 года. Сборная Австрии получила путёвку на ЧЕ автоматически как хозяйка турнира. К участию в турнире допускались игроки, родившиеся после 1 января 1988 года.
Победителем чемпионата Европы стали футболисты Испании, переигравшие в финале с минимальным счётом сборную Греции. Российские юноши выступили крайне неудачно на этом турнире, потеряв шансы на выход из группы уже после двух групповых матчей. Лучшими бомбардирами первенства стали Костас Митроглу (Греция), Анис Бен-Хатира (Германия) и Кевин Монне-Паке (Франция), отличившиеся по 3 раза. Всего в 15 матчах было забито 42 мяча, что в среднем составляет 2,8 мячей за игру.

## Квалификация
Квалификация на турнир прошла в два этапа:
- Квалификационный раунд
- Элитный раунд

## Города и стадионы
| Линц                | Линц Пашинг Рид ШтайрЧемпионат Европы по футболу 2007 среди юношей до 19 лет, Австрия | Пашинг             |
| Линцер              | Линц Пашинг Рид ШтайрЧемпионат Европы по футболу 2007 среди юношей до 19 лет, Австрия | Вальдштадион       |
| Вместимость: 12.635 | Линц Пашинг Рид ШтайрЧемпионат Европы по футболу 2007 среди юношей до 19 лет, Австрия | Вместимость: 7.870 |
|                     | Линц Пашинг Рид ШтайрЧемпионат Европы по футболу 2007 среди юношей до 19 лет, Австрия |                    |
| Рид                 | Линц Пашинг Рид ШтайрЧемпионат Европы по футболу 2007 среди юношей до 19 лет, Австрия | Штайр              |
| Филль Металлбау     | Линц Пашинг Рид ШтайрЧемпионат Европы по футболу 2007 среди юношей до 19 лет, Австрия | Форвертс           |
| Вместимость: 7.708  | Линц Пашинг Рид ШтайрЧемпионат Европы по футболу 2007 среди юношей до 19 лет, Австрия | Вместимость: 7.630 |
|                     | Линц Пашинг Рид ШтайрЧемпионат Европы по футболу 2007 среди юношей до 19 лет, Австрия |                    |

## Судьи
| Главные | Боковые | Запасные                                                       |
| --- | --- | -------------------------------------------------------------- |
| - Кевин Блом (Голландия) - Джюнейт Чакыр (Турция) - Павел Краловец (Чехия) - Олег Орехов (Украина) - Петер Расмуссен (Дания) - Клаудио Чиркетта (Швейцария) | - Даг-Роджер Неббен (Норвегия) - Ханнес Рейнвальд (Эстония) - Йенс-Альберт Симонсен (Фарерские острова) - Томаш Сомолани (Словакия) - Сигурдур-Оли Торлейфссон (Исландия) - Гевин Уорд (Англия) - Данни Хуэнс (Бельгия) - Имон Шенкс (Северная Ирландия) | - Герхард Гробельник (Австрия) - Манфред Красснитцер (Австрия) |

## Турнир
Жеребьвка групп была проведена 13 июня.

### Группа А
| Сборная    | Очки | И | В | Н | П | М     |
| ---------- | ---- | - | - | - | - | ----- |
| Испания    | 5    | 3 | 1 | 2 | 0 | 3 — 1 |
| Греция     | 5    | 3 | 1 | 2 | 0 | 2 — 1 |
| Португалия | 4    | 3 | 1 | 1 | 1 | 3 — 2 |
| Австрия    | 1    | 3 | 0 | 1 | 2 | 1 — 5 |

| 16 июля | Греция — Португалия  | 1:0 (0:0) |
| 16 июля | Австрия — Испания    | 0:2 (0:0) |
| 18 июля | Испания — Португалия | 1:1 (0:0) |
| 18 июля | Австрия — Греция     | 1:1 (0:1) |
| 21 июля | Португалия — Австрия | 2:0 (0:0) |
| 21 июля | Испания — Греция     | 0:0 (0:0) |

| 16 июля 2007 | \| Греция \| 1:0 (0:0) \| Португалия \| \| Митроглу, 52' \| Голы \| \| | Стадион: «Линцер», Линц Зрителей: Судья: Олег Орехов (Украина) |
| · Греция: Андрустос, Букувалас, Апостолопулос, Папастатопулос, Мониакис, Сиаккас, Нинис (Лабропулос, 86'), Митроглу, Пляцикас (Сиовас, 66'), Пападопулос, Димуцос (Иоаннидис, 72') · Португалия: Вентура, Портела, Бура, Даниэл Каррису, Жоау Мартинш, Каштру (И. Сантуш, 73'), Кандеяш, Паим (Монтейру, 61'), Стелвиу Круш, Т. Пинту (Р. Лима, 80'), Са · Са (П) 61' |                                                                        |                                                                |
| Греция | 1:0 (0:0)                                                              | Португалия                                                     |
| Митроглу, 52' | Голы                                                                   |                                                                |

| 16 июля 2007 | \| Австрия \| 0:2 (0:0) \| Испания \| \| \| Голы \| Аспиликуэта, 52' Аарон, 55' \| | Стадион: «Линцер», Линц Зрителей: Судья: Кевин Блом (Голландия) |
| · Австрия: Шобер, Зеебахер, Пюрхер, Рамсебнер, Баумгартлингер, Буква (Ильзанкер, 68'), Санд (Линднер, 68'), Маттес, Саломон (Байхлер, 59'), Риглер, Арнаутович · Испания: Рамос, Кантеро, Модрего, Эчайде, Монторо, Аспиликуэта, Мартинес (Парехо, 81'), Нсуэ (Беррокаль, 76'), Аарон Ньигес (Кото, 68'), Хиль, Санхосе · Монторо (И) 30' |                                                                                    |                                                                 |
| Австрия | 0:2 (0:0)                                                                          | Испания                                                         |
| | Голы                                                                               | Аспиликуэта, 52' Аарон, 55'                                     |

| 18 июля 2007 | \| Испания \| 1:1 (0:0) \| Португалия \| \| Аарон, 54' (с пен.) \| Голы \| Даниэл Каррису, 71' \| | Стадион: «Форвертс», Штейр Зрителей: Судья: Джюнейт Чакыр (Турция) |
| · Испания: Рамос, Хиль, Санхосе, Кантеро, Эчайде, Модрего, Монторо, Аспиликуэта, Хави Мартинес (Парехо, 62'), Нсуэ (Беррокаль, 84'), Аарон Ньигес (Кото, 77') · Португалия: Вентура, Портела (Жоау Гонсалвеш, 79'), Бура, Пинту, Даниэл Каррису, Жоау Мартинш (Рибейру, 59'), Каштру, Стелвиу Круш, Иван Сантуш (Паим, 83'), Кандеяш, Монтейру · Жоау Мартинш (П) 11', Хиль (И) 12', Аарон (И) 27', Санхосе (И) 32', Кото (И) 79', Бура (П) 90+4' |                                                                                                   |                                                                    |
| Испания | 1:1 (0:0)                                                                                         | Португалия                                                         |
| Аарон, 54' (с пен.) | Голы                                                                                              | Даниэл Каррису, 71'                                                |

| 18 июля 2007 | \| Австрия \| 1:1 (0:1) \| Греция \| \| Байхлер, 61' (с пен.) \| Голы \| Митроглу, 15' \| | Стадион: «Вальдштадион», Пашинг Зрителей: Судья: Клаудио Чиркетта (Швейцария) |
| · Австрия: Шобер, Марграйттер, Зеебахер (Пюрхер, 46'), Рамсебнер, Баумгартлингер, Буква, Санд, Маттес, Ильзанкер (Байхлер, 46'), Риглер, Арнаутович · Греция: Андрустос (Стратилатис, 81'), Букувалас, Апостолопулос, Папастатопулос, Мониакис, Сиаккас, Нинис, Митроглу, Пападопулос (Пляцикас, 39'), Димуцос (Иоаннидис, 66'), Сиовас · Рамсебнер (А) 30', Димуцос (Г) 34', Апостолопулос (Г) 45', Нинис (Г) 53', Баумгартлингер (А) 55', Папастатопулос (Г) 56', Сиовас (Г) 59', Буква (А) 73' · Арнаутович (А) 77', 86' · Иоаннидис (Г) 90' |                                                                                           |                                                                               |
| Австрия | 1:1 (0:1)                                                                                 | Греция                                                                        |
| Байхлер, 61' (с пен.) | Голы                                                                                      | Митроглу, 15'                                                                 |

| 21 июля 2007 | \| Португалия \| 2:0 (0:0) \| Австрия \| \| Бура, 51' Даниэл Каррису, 70' \| Голы \| \| | Стадион: «Филль Металлбау», Рид-Инкрайс Зрителей: Судья: Павел Краловец (Чехия) |
| · Португалия: Вентура, Бура, Даниэл Каррису, Лима, Монтейру, Каштру, Иван Сантуш (Тьягу Пинту, 89'), Жоау Гонсалвеш (Портела, 82'), Круш, Кандеяш, Са (Педру Рибейру, 81') · Австрия: Шобер, Марграйттер, Пюрхер, Рамсебнер, Риглер, Байхлер (Ильзанкер, 47'), Баумгартлингер, Маттес, Салкич, Санд (Линднер, 46'), Саломон (Буква, 65') · Кандеяш (П) 40', Круш (П) 44', Жоау Гонсалвеш (П) 55', Саломон (А) 60', Ильзанкер (А) 64', Бура (П) 90+4' |                                                                                         |                                                                                 |
| Португалия | 2:0 (0:0)                                                                               | Австрия                                                                         |
| Бура, 51' Даниэл Каррису, 70' | Голы                                                                                    |                                                                                 |

| 21 июля 2007 | \| Испания \| 0:0 (0:0) \| Греция \| | Стадион: «Линцер», Линц Зрителей: Судья: Петер Расмуссен (Дания) |
| · Незабитый пенальти: Митроглу (Г) 58' (вратарь) Испания: Рамос, Диас, Хиль (Эчайде, 61'), Санхосе, Кантеро, Аспиликуэта, Кото (Самора, 75'), Монторо, Хави Мартинес, Нсуэ, Аарон Ньигес · Греция: Стратилатис, Букувалас, Апостолопулос, Папастатопулос, Мониакис, Сиаккас, Нинис (Лабропулос, 56'), Митроглу (Папацоглу, 75'), Пляцикас (Куцианикулис, 46'), Пападопулос, Сиовас · Букувалас (Г) 21' |                                      |                                                                  |
| Испания | 0:0 (0:0)                            | Греция                                                           |

### Группа В
| Сборная  | Очки | И | В | Н | П | М       |
| -------- | ---- | - | - | - | - | ------- |
| Германия | 7    | 3 | 2 | 1 | 0 | 7 — 5   |
| Франция  | 5    | 3 | 1 | 2 | 0 | 6 — 3   |
| Сербия   | 3    | 3 | 1 | 0 | 2 | 10 — 10 |
| Россия   | 1    | 3 | 0 | 1 | 2 | 4 — 9   |

| 16 июля | Германия — Россия  | 3:2 (2:0) |
| 16 июля | Франция — Сербия   | 5:2 (2:2) |
| 18 июля | Россия — Сербия    | 2:6 (1:2) |
| 18 июля | Германия — Франция | 1:1 (1:0) |
| 21 июля | Сербия — Германия  | 2:3 (1:0) |
| 21 июля | Россия — Франция   | 0:0 (0:0) |

| 16 июля 2007 | \| Германия \| 3:2 (2:0) \| Россия \| \| Петерсен, 11' Озиль, 14' Крузе, 66' \| Голы \| Дзюба, 58', 90+2' \| | Стадион: «Форвертс», Штейр Зрителей: Судья: Петер Расмуссен (Дания) |
| Германия: Меннель, Файк, Хеведес, Эберляйн, Боатенг (Фалькенберг, 63'), Швааб, Бен-Хатира (Сам, 76'), Конрад, Заутер, Эзил (Крузе, 62'), Петерсен Россия: Бородин, Кузнецов (М. Андреев, 27'), Камболов (Хасянов, 73'), Соколов, Иванов, Смольников, Першин, Мамаев, Балов (Курочкин, 52'), Салугин, Дзюба | |                                                                     |
| Германия | 3:2 (2:0) | Россия                                                              |
| Петерсен, 11' Озиль, 14' Крузе, 66' | Голы | Дзюба, 58', 90+2'                                                   |

| 16 июля 2007 | \| Франция \| 5:2 (2:2) \| Сербия \| \| Монне-Паке, 37', 44', 76' Мартен, 51', 90+2' \| Голы \| Сулеймани, 23' (с пен.) Марьянович, 35' \| | Стадион: «Филль Металлбау», Рид-Инкрайс Зрителей: Судья: Джюнейт Чакыр (Турция) |
| · Франция: Каррассо, Венкер (Жестед, 28'), Байсс, Бокали, Мвото-Овоно, Мартен, Сако, Нгойи, Отон, Монне-Паке (Плесси, 86'), Пино · Сербия: Данилович, Златкович, Каришик, Вукович, Радованович, Гулан, Босанчич, Сулеймани, Тадич (Маринкович, 86'), Вукобратович (Сречкович, 45+1'), Марьянович (Живанович, 80') · Радованович (С) 38' · Сако (Ф) 22' | |                                                                                 |
| Франция | 5:2 (2:2) | Сербия                                                                          |
| Монне-Паке, 37', 44', 76' Мартен, 51', 90+2' | Голы | Сулеймани, 23' (с пен.) Марьянович, 35'                                         |

| 18 июля 2007 | \| Россия \| 2:6 (1:2) \| Сербия \| \| Дядюн, 42', 60'* \| Голы \| Марьянович, 11' Босанчич, 24' Тадич, 47', 57' Маринкович, 80', 88' \| | Стадион: «Вальдштадион», Пашинг Зрителей: Судья: Павел Краловец (Чехия) |
| Россия: Бородин, Соколов, Камболов (Н. Андреев, 51'), Голяткин, Иванов, Першин (Дядюн, 38'), Мамаев, Смольников, М. Андреев, Салугин (Курочкин, 72'), Дзюба Сербия: Данилович, Радованович, Фейса (Каришик, 44'), Златкович (Сречкович, 82'), Гулан, Босанчич, Тадич, Марьянович (Маринкович, 63'), Адамович, Вукович, Сулеймани | |                                                                         |
| Россия | 2:6 (1:2) | Сербия                                                                  |
| Дядюн, 42', 60'* | Голы | Марьянович, 11' Босанчич, 24' Тадич, 47', 57' Маринкович, 80', 88'      |

* — первоначально второй гол российской сборной был записан как гол в свои ворота сербского игрока Милоша Каришика
| 18 июля 2007 | \| Германия \| 1:1 (1:0) \| Франция \| \| Эзил, 5' \| Голы \| Байсс, 72' \| | Стадион: «Филль Металлбау», Рид-Инкрайс Зрителей: Судья: Олег Орехов (Украина) |
| · Германия: Меннель, Боатенг, Файк, Хеведес, Эберляйн, Швааб (Фалькенберг, 69'), Бен-Хатира, Конрад, Заутер (Крузе, 84'), Эзил, Тирала (Шмидт, 75') · Франция: Каррассо, Мвото-Овоно, Байсс, Борн, Мартен, Нгойи, Плесси, Отон (Фаншон, 82'), Монне-Паке, Жестед, Пино (Нимани-Нгалу, 58') · Жестед (Ф) 19', Эзил (Г) 36', Шмидт (Г) 90' · Плесси (Ф) 28', 63' |                                                                             |                                                                                |
| Германия | 1:1 (1:0)                                                                   | Франция                                                                        |
| Эзил, 5' | Голы                                                                        | Байсс, 72'                                                                     |

| 21 июля 2007 | \| Сербия \| 2:3 (1:0) \| Германия \| \| Босанчич, 2' Файк, 90+2' (в свои ворота) \| Голы \| Бен-Хатира, 53' Крузе, 84' Сам, 90+3' \| | Стадион: «Вальдштадион», Пашинг Зрителей: Судья: Клаудио Чиркетта (Швейцария) |
| · Сербия: Данилович, Каришик, Радованович, Гулан, Босанчич, Златкович (Фейса, 56'), Марьянович (Живанович, 84'), Тадич (Маринкович, 65'), Адамович, Вукович, Сулеймани · Германия: Меннель, Файк, Хеведес, Эберляйн, Фалькенберг (Евлюшкин, 82'), Боатенг, Бен-Хатира, Конрад, Заутер (Крузе, 46'), Эзил (Сам, 65'), Тирала · Файк (Г) 36', Боатенг (Г) 67', Каришик (С) 77', Тирала (Г) 84', Босанчич (С) 87', Сам (Г) 90+3' | |                                                                               |
| Сербия | 2:3 (1:0) | Германия                                                                      |
| Босанчич, 2' Файк, 90+2' (в свои ворота) | Голы | Бен-Хатира, 53' Крузе, 84' Сам, 90+3'                                         |

| 21 июля 2007 | \| Россия \| 0:0 (0:0) \| Франция \| | Стадион: «Форвертс», Штейр Зрителей: Судья: Кевин Блом (Голландия) |
| · Россия: Песьяков, Голяткин, Балов (Кузнецов, 86'), Соколов, Иванов, Мамаев, Смольников, М. Андреев, Салугин, Дзюба, Дядюн · Франция: Каррассо, Бокали, Мвото-Овоно, Фаншон, Борн, Капу, Мартен (Нгойи, 65'), Сако, Пино (Монне-Паке, 46'), Нимани-Нгалу, Жестед · Голяткин (Р) 7', Пино (Ф) 45', Мамаев (Р) 63', Мвото-Овоно (Ф) 78', Жестед (Ф) 82' |                                      |                                                                    |
| Россия | 0:0 (0:0)                            | Франция                                                            |

### 1/2 финала
| 24 июля 2007 | \| Германия \| 2:3 (1:1) \| Греция \| \| Бен-Хатира, 25', 65' (с пен.) \| Голы \| Нинис, 40' Митроглу, 58' Лабропулос, 90' \| | Стадион: «Форвертс», Штейр Зрителей: Судья: Кевин Блом (Голландия) |
| · Германия: Маннель, Файк, Хеведес, Боатенг, Эберлайн, Бен-Хатира, Швааб, Крузе (Фалькенберг, 59'), Конрад, Эзил (Сам, 61'), Тирала · Греция: Стратилатис, Букувалас, Апостолопулос (Сиаккас, 52'), Мониакис, Папастатопулос, Пападопулос, Нинис (Сиовас, 90+2'), Иоаннидис, Митроглу, Пляцикас, Димуцос (Лабропулос, 60') · Боатенг (Гер) 37', Димуцос (Гре) 57', Митроглу (Гре) 59', Фалькенберг (Гер) 61', Папастатопулос (Гре) 65' · Пляцикас (Гре) 9', 61' | |                                                                    |
| Германия | 2:3 (1:1) | Греция                                                             |
| Бен-Хатира, 25', 65' (с пен.) | Голы | Нинис, 40' Митроглу, 58' Лабропулос, 90'                           |

| 24 июля 2007 | \| Испания \| 0:0 (0:0) по пенальти — 4:2 \| Франция \| \| Аарон Ньигес — 1:0 Хави Мартинес — 2:1 Кантеро — 3:2 Санхосе — 4:2 \| Голы \| 1:1 — Плесси 2:2 — Нимани-Нгалу 3:2 (вратарь) — Монне-Паке 4:2 (вратарь) — Отон \| | Стадион: «Вальдштадион», Пашинг Зрителей: Судья: Павел Краловец (Чехия)         |
| · Испания: Рамос (Асенхо, 56'), Кантеро, Эчайде, Хиль, Санхосе, Карлос Мартинес (Беррокаль, 84'), Монторо, Аспиликуэта, Хави Мартинес, Нсуэ (Самора, 65'), Аарон Ньигес · Франция: Каррассо, Байсс, Бокали, Мвото-Овоно, Нгойи, Отон, Капуэ, Мартен, Сако (Нимани-Нгалу, 74'), Пино (Плесси, 101'), Монне-Паке · Аарон Ньигес (И) 29', Капуэ (Ф) 48', Пино (Ф) 61', Бокали (Ф) 73', Хави Мартинес (И) 75', Байсс (Ф) 90+2', Мвото-Овоно (Ф) 92', Нимани-Нгалу (Ф) 113' · Монторо (И) 90+4', 120' | |                                                                                 |
| Испания | 0:0 (0:0) по пенальти — 4:2 | Франция                                                                         |
| Аарон Ньигес — 1:0 Хави Мартинес — 2:1 Кантеро — 3:2 Санхосе — 4:2 | Голы | 1:1 — Плесси 2:2 — Нимани-Нгалу 3:2 (вратарь) — Монне-Паке 4:2 (вратарь) — Отон |

### Финал
| 27 июля 2007 | \| Испания \| 1:0 (1:0) \| Греция \| \| Парехо, 38' \| Голы \| \| | Стадион: «Линцер», Линц Зрителей: Судья: Клаудио Чиркетта (Швейцария) |
| · Испания: Асенхо, Диас, Кантеро, Эчайде, Хиль, Санхосе, Аспиликуэта, Кото (Самора, 64'), Парехо (Беррокаль, 81'), Нсуэ (Карлос Мартинес, 64'), Аарон Ньигес · Греция: Стратилатис, Букувалас, Апостолопулос, Мониакис, Сиаккас, Нинис (Папацоглу, 51'), Иоаннидис, Митроглу, Пападопулос, Димуцос (Сиовас, 48'), Лабропулос (Куцианикулис, 75') · Димуцос (Г) 4', Букувалас (Г) 31', Парехо (И) 34', Иоаннидис (Г) 71', Асенхо (И) 90+2', Беррокаль (И) 90+3', Кантеро (И) 90+6' |                                                                   |                                                                       |
| Испания | 1:0 (1:0)                                                         | Греция                                                                |
| Парехо, 38' | Голы                                                              |                                                                       |